# Григорий VI (папа римский)
Григорий VI (лат. Gregorius PP. VI); в миру Иоанн Грациан (лат. Ioannes Gracianus) или Джованни Грациано  (итал. Giovanni Graciano); (? — 1048) — Папа Римский с 5 мая 1045 года по 20 декабря 1046 года. Избран на папство 1 мая 1045 года (по некоторым данным, купил папство у своего крестника Бенедикта IX); отрёкся на соборе, созванным в Сутри Генрихом III, вероятно, умер в Кёльне в начале 1048 года.

## Биография
Джованни Грациано, вероятно, происходил из семьи Пьерлеони, о дате его рождения ничего не известно. Ранние записи показывают, что Грациано был на момент выборов протоиереем церкви Святого Иоанна у Латинских ворот .

### Борьба между знатными римскими семьями
После изгнания Бенедикта IX (сентябрь 1044) и серии кровопролитных боёв, продолжавшихся четыре месяца, 13 января, толпа в Риме, подстрекаемая родом Кресцентии и Джерардо ди Галерия, провозгласила папой епископа Сабины Джованни Кресцентии-Оттавиани. 20 января он был рукоположён под именем Сильвестра III. В апреле 1045 года Бенедикт IX вернулся в Рим и вновь заявил свои претензии на папство, утверждая, что был свергнут незаконно. Бенедикт вернулся на папский трон, сместив Сильвестра, но затем продал свой титул своему крестному отцу, Джованни Грациано, и бежал из Рима.

### Понтификат (1045—1046)
Грациано имел репутацию набожного человека, и его избрание было хорошо принято. Так, святой Пётр Дамиани, вероятно, не зная о том, каким образом папа обрёл свой престол, приветствовал его, сказав, что «…в конце концов Голубь возвратился в ковчег с оливковой ветвью», а также надеясь на то, что папа нанесёт тяжёлый удар по симонии.
Однако наличие двух других кандидатов и то, каким образом Грациано получил престол, оказались неприемлемы для императора Генриха III, который пожелал быть коронованным в Риме и собирался способствовать реформе Церкви. Император выступил в Италию, и был принят с честью папой Григорием VI в Пьяченце. Было решено созвать синод в Сутри, примерно в 40 милях к северу от Рима. Перед началом совета Григорий признался, что он купил папство у Бенедикта IX 1 мая 1045 года. Совет призвал трёх претендентов на папство прояснить свои позиции. Требования всех трёх претендентов были отвергнуты. Сильвестр был лишён священства и сослан в монастырь, но его приговор был заменён на своего рода почетную ссылку в Сабину — тем самым он вернулся в свою епархию. Григорий отрёкся от престола со словами «Я, Григорий, епископ, раб рабов Божьих, я должен быть свергнут, потому что приобрёл престол благодаря симонии». Совет закончился 23 декабря.

## Жизнь после низложения
Грациано, более не Григорий VI, был отправлен в Германию в распоряжение епископа Кёльнского Германа и умер в следующем году (1047). Между тем, новый папа Климент II умер в том же году, но за некоторое время до Григория. Когда Климент умер, многие (в том числе епископ Льежа) просили Генриха восстановить Грациано, поскольку они считали его отречение нелегитимным. Генрих отказался, а Грациано умер вскоре после этого, чем положил конец дискуссии. Генрих поддержал Поппо Бриксена, ставшего папой Дамасием II.